# سلخي
سلخي (بالفارسية: سلخی) هي قرية تقع في قسم بيزكي الريفي (مقاطعة تشناران) في إيران.